# Peter Shore, Baron Shore of Stepney
Peter David Shore, Baron Shore of Stepney (* 20. Mai 1924 in Great Yarmouth, Norfolk; † 24. September 2001 in London) war ein britischer Politiker und Life Peer.

## Leben und Karriere

### Frühe Jahre
Shores Mutter war die Erbin eines Hotels, das von seinem Vater, einem Kapitän der Handelsmarine, geleitet wurde. Dieser zeigte jedoch wenig Geschick im Management und verlor im Zuge der Wirtschaftskrise 1929 einen Großteil des Familienbesitzes, was die Familie dazu bewog, nach Liverpool umzuziehen. Dort besuchte Shore die Quarry Bank Grammar School, ehe er am King’s College in Cambridge zunächst Geschichte studierte und sich dann den Wirtschaftswissenschaften zuwandte.
In Cambridge gehörte er der Geheimgesellschaft der Cambridge Apostles an und trat außerdem der Hochschulgruppe der Labour Party bei. Von 1943 bis 1946 diente er als Oberleutnant bei der Royal Air Force, ehe er anfing, bei der Transport and General Workers’ Union, damals einer der größten britischen Gewerkschaften, zu arbeiten. 1948 schließlich trat er zunächst der Fabian Society und dann der Labour Party bei.

### Erste Schritte in der Politik
Im Jahre 1950 verließ Shore seine Arbeitsstelle bei der Gewerkschaft und wechselte in das Labour Party Research Department, dessen Vorsitzender er in den Jahren von 1959 bis 1964 werden sollte. Ebenfalls 1950 kandidierte er zum ersten Mal bei den Unterhauswahlen. Im Wahlkreis St. Ives war er jedoch gegen Greville Howard um 15 Prozentpunkte unterlegen.
Sein Verhältnis zu Parteichef Hugh Gaitskell war zunächst sehr gut, wurde jedoch nachhaltig getrübt, als Shore 1958 seine Unterstützung der Campaign for Nuclear Disarmament offen zur Schau trug. Dafür wurden die Bindungen zu Gaitskells designierten Nachfolger, Harold Wilson umso enger. Bei den Wahlen 1959 kandidierte Shore in Halifax und erreichte 4,5 Prozent weniger Stimmen als Maurice Macmillan, der Kandidat der Conservative Party.
Im Vorfeld der Wahlen 1964 war Shore maßgeblich an der Erstellung des Wahlprogrammes seiner Partei beteiligt. Er selbst trat ebenfalls wieder an und schaffte nun, im dritten Anlauf, den Einzug ins House of Commons für den Wahlbezirk Stepney. Bereits nach einem Jahr machte ihn Harold Wilson, mittlerweile Vorsitzender der Labour Party, zu seinem Parlamentarischen Privatsekretär und 1966 ernannte er ihn zum Parlamentarischen Untersekretär im Technologieministerium Tony Benns, von welchem er jedoch schon bald in die Wirtschaftsabteilung wechselte. 1967, nach nur drei Jahren im Parlament, berief ihn Wilson schließlich als Wirtschaftsminister in sein Kabinett. Mit 43 Jahren war Shore zu dieser Zeit das jüngste Mitglied des Regierungsstabs. Er entwarf auch die Wahlprogramme für die Wahlen 1966 und 1970.

### Im Kabinett
Sein rascher, durch Wilson begünstigter, politischer Aufstieg schaffte Shore jedoch auch viele Neider. Zudem war sein Handlungsspielraum im Wirtschaftsministerium sehr begrenzt, da er weitgehend der direkten Kontrolle durch Wilson unterstand. In der Presse wurde er deswegen als Homo Wilsonicus verunglimpft, Denis Healey nannte ihn Wilsons Schoßhund. Tatsächlich schaffte Wilson das Wirtschaftsministerium 1969 ab und übertrug dessen Aufgaben dem Schatzministerium. Für Shore hatte er keine neue Aufgabe vorgesehen, entschloss sich jedoch, seinen ehemaligen Schützling nicht vollständig fallen zu lassen, und ernannte ihn zum Minister ohne Portefeuille.
Während der Oppositionszeit von 1970 bis 1974 nahm Shore zunächst ohne besondere Aufgaben einen Platz in den hinteren Parlamentsrängen ein. Bereits 1971 wurde er allerdings ins Schattenkabinett der Labour Party berufen, zuständig für Europafragen. Nachdem Wilson 1974 wieder an die Macht gekommen war, ernannte er Shore zum Handelsminister. In dieser Position versuchte er vor allem, dem Eintritt Großbritanniens in die Europäische Wirtschaftsgemeinschaft entgegenzuwirken. Zudem machte er auf sich aufmerksam, als er Freddie Lakers Skytrain, der ersten europäischen Billigfluggesellschaft, die Landeerlaubnis für das Vereinigte Königreich verweigerte; eine Entscheidung, die später vom House of Lords als oberstem Gericht revidiert wurde.
Als James Callaghan 1976 die Regierung übernahm, wechselte Shore ein weiteres Mal das Ressort und wurde Umweltminister. In dieser Rolle gelang es ihm nach allgemeiner Einschätzung allerdings nicht, große Wirkung zu entfalten.

### Politischer Abstieg
Nach der Wahlniederlage 1979 und dem damit verbundenen Rücktritt Callaghans als Parteivorsitzenden galt Shore neben Denis Healey zunächst als einer der aussichtsreichsten Kandidaten für die Nachfolge. Dies änderte sich jedoch, als der bisherige Parteivize Michael Foot sich dazu entschloss, selbst ebenfalls anzutreten. Shore schied bereits nach dem ersten Wahlgang aus dem Rennen um das höchste Parteiamt aus. Als er 1983 erneut um den Parteivorsitz kandidierte, konnte er gerade einmal noch drei Prozent der Stimmen auf sich vereinigen.
Bis 1987 gehörte Shore noch den Schattenkabinetten zunächst unter Foot und später unter Neil Kinnock an. Sein Aufgabenbereich umfasste hierbei zunächst die Außenpolitik, anschließend wurde er Schatten-Schatzkanzler und zuletzt Kabinettsvorsitzender. In seiner Partei wurde er jedoch zunehmend unpopulär, was zum Beispiel an seiner offenen Unterstützung des Vorgehens Margaret Thatchers im Falklandkrieg lag.
So rapide Shores Karriere im Unterhaus begonnen hatte, so lange zog sich ihr Ende hin. All seiner Ämter beraubt, saß er noch zehn Jahre im House of Commons, wobei sein politischer Einfluss mehr und mehr schwand. Nachdem er zu den Parlamentswahlen 1997 nicht mehr antrat, wurde er in den Stand eines Life Peer erhoben und nahm einen Platz im House of Lords ein. Sein offizieller Titel lautete ab diesem Zeitpunkt Baron Shore of Stepney, of Stepney in the London Borough of Tower Hamlets.
Obwohl Shore in seinen letzten Jahren nicht bei guter Gesundheit war, nahm er bis zuletzt rege an den Debatten im britischen Oberhaus teil. Im Juli 2001 brach er, nachdem er im House of Lords eine Rede zur Geldpolitik gehalten hatte, auf seinem Sitz zusammen. Er konnte sich von diesem Schwächeanfall zwar zunächst erholen, verstarb jedoch bereits im September desselben Jahres.
Shore war seit 1948 verheiratet und hinterließ seine Frau und drei Kinder. Ein Sohn war bereits vor ihm verstorben.

## Europakritik
Ein Thema, das Shore während seiner gesamten Laufbahn begleitete, war die Europapolitik. Shore zählte zu den schärfsten Europakritikern innerhalb seiner Partei. Seiner Meinung nach sollte sich das Vereinigte Königreich in der Außenpolitik eher an den Vereinigten Staaten sowie dem Commonwealth orientieren, da hier eine gemeinsame Sprachbasis gegeben sei. Im Vorfeld des Referendums über den britischen Beitritt in die Europäische Wirtschaftsgemeinschaft gehörte er zu den Vorreitern der Nein-Kampagne, bereits zuvor hatte er die Öffnung des gemeinsamen europäischen Marktes zu verhindern versucht.
Auch in seinen späteren Jahren blieb Shore seiner Europakritik treu. So hielt er auch im House of Lords noch Reden, in denen er gegen die Europäische Wirtschafts- und Währungsunion, die gemeinsame europäische Verteidigungspolitik und den Euro wetterte. Auch in seinem Buch, Separate Ways : The Heart of Britain, das ein Jahr vor seinem Tod erschien, widmete er sich dem Euroskeptizismus.

## Schriften
- Entitled to know.  Macgibbon & Kee, London 1966.
- Europe : the way back. (10 Bände), Fabian Soc., 1973, ISBN 0-7163-0425-2.
- Leading the left. Weidenfeld & Nicolson, London 1993, ISBN 0-297-81096-0.
- Separate ways : the heart of Europe. Duckworth, London 2000, ISBN 0-7156-2972-7.